# VfL Wolfsburg
VfL Wolfsburg, s polnim imenom VfL Wolfsburg-Fußball GmbH je nemški nogometni klub iz mesta Wolfsburg v Spodnji Saški. Trenutno igra v najvišji domači ligi, prvi Bundesligi. Klub je bil v svojem začetku osnovan za delavce Volkswagena in je danes pod njegovim izključnim lastništvom.
Svoj prvi in zaenkrat edini naslov prvaka Bundeslige je osvojil v sezoni 2008/09.